# Rakety Angara
Rakety Angara představují rodinu nosných raket vyvinutých moskevským Státním kosmickým vědeckovýrobním střediskem M.V.Chruničeva a provozovaná agenturou Roskosmos. Tyto nosiče mohou vynést na nízkou oběžnou dráhu 3 800 až 24 500 kg. Spolu s nosnou raketou Sojuz 2 jsou určeny k nahrazení několika starších nosných raket.

## Historie
Po rozpadu Sovětského svazu část výrobců nosných raket zůstala mimo hranice Ruska, zejména na Ukrajině – například výrobce nosných raket Zenit, Južnoje (nově nazývané Deržavne konstruktorske bjuro „Pivdenne“ im. M. K. Janhelja), nebo výrobce raket Cyklon a Dněpr, Pivdenmaš (nově nazývaný Vyrobnyče Objednanňa Pivdennyj Mašynobudivnyj Zavod imeni A.M. Makarova). Hlavní kosmodrom Sovětského svazu, Bajkonur, leží na území Kazachstánu a Rusko si muselo domlouvat jeho pronájem. To vedlo k rozhodnutí vyvinout zcela nový typ ruské nosné rakety pojmenovaný Angara, který by nahradil rakety vyráběné v zahraničí a umožnil Rusku dosáhnout vesmíru i bez Bajkonuru. Nejprve šlo o náhradu zahraničních nosičů, ale později se uplatnila i další hlediska, jako nahrazení zastaralých nebo neekologických nosičů. K tomuto účelu také bylo nutné postavit nebo upravit vypouštěcí zařízení. Nejprve v Plesecku a později ve Vostočném. Soutěže o zakázku nového nosiče se zúčastnilo několik společností a v roce 1994 byl jako vítěz vybráno Chruničevovo středisko, výrobce nosiče Proton. Právě obchodní úspěch Protonu navíc zajistil Chruničevovu středisku dostatek financí v následujícím období, kdy se vládní finanční zajištění projektu Angara potýkalo s problémy.
Počáteční návrh Chruničevova střediska předpokládal pro pohon prvního stupně využití modifikovaného raketového motoru RD-170 a druhý stupeň využívající kombinaci kapalného kyslíku a kapalného vodíku. V roce 1997 byla myšlenka druhého stupně, poháněného vodíkem, opuštěna ve prospěch RP-1 (kerosenu), a koncepce s jedním motorem RD-170 byla nahrazena modulární koncepcí, která je skládána z modulů URM-1, každého s jedním novým jednokomorovým motorem RD-191 odvozeným od čtyřkomorového motoru RD-170. Tento nový modulární nosič však vyžaduje nové vypouštěcí zařízení.
V roce 2004 dostal (modulární) návrh nosiče Angara podobu a projekt pokračoval vývojem nosičů. V roce 2008 výrobce motorů RD-191 NPO Energomaš ohlásil, že vývoj motoru a jeho statické testy byly dokončeny a motor je připraven pro výrobu a nasazení, a v roce 2009 byl první dokončený první stupeň Angary dodán Chruničevovu středisku. Následující rok Vladimir Jevgeňjevič Něstěrov, generální ředitel Chruničevova střediska, oznámil, že první testovací let nosiče Angara je předpokládán v roce 2013, a v témže roce první prototyp nosiče Angara dorazil do Plesecka.
Dne 9. července 2014, 22 let po prvním návrhu Angary, se konal první start. Jednalo se o testovací suborbitální let Angary verze 1.2PP ze severně položeného kosmodromu Pleseck.
Dne 23. prosince 2014 vynesla raketa Angara A5 maketu užitečného zatížení na dráhu přechodovou ke geostacionární (GTO). Další let Angary A5, tentokrát s operačním zatížením, byl plánován na konec roku 2016 nebo počátek roku 2017.

## Popis nosiče
Nosič Angara je modulární, což znamená, že jeho základem jsou univerzální raketové moduly, konkrétně v prvním a druhém stupni URM-1 a ve stupni třetím URM-2.

### URM-1: první stupeň (boostery) a druhý stupeň
Na konfiguraci těžkého nosiče Angara A5 je dobře vidět modulární návrh konstrukce těchto nosičů. První a druhý stupeň Angary A5 se skládá z celkem pěti (shodných) modulů URM-1. Okolo centrálního modulu URM-1 druhého stupně jsou připevněny další čtyři postranní urychlovací moduly URM-1 prvního stupně (boostery). Všechny z těchto modulů URM-1 jsou vybaveny jedním motorem Energomaš RD-191, spalující kapalný kyslík a vysoce rafinovaný kerosen (RP-1).
Modul URM-1 obsahuje (postupně shora): nádrž kapalného kyslíku, dále následuje mezinádržová struktura obsahující elektroniku pro řízení letu a telemetrii (předávání informací o stavu modulu na Zem), a dále nádrž na kerosen (RP-1). Základna modulu je tvořena motorovou komorou obsahující zařízení pro změnu vektoru tahu motoru a pro řízení otáčení (nosiče) kolem podélné osy.

#### RD-191
Jednokomorový motor RD-191 modulu URM-1, je odvozen od čtyřkomorového motoru RD-170, původně vyvinutého pro urychlovací stupně supertěžkého nosiče Eněrgija. 

### URM-2: třetí stupeň
Třetí stupeň nosiče Angara A5 (a Angara A3), představuje modul URM-2, používající jeden čtyřkomorový motor RD-0124A (návrh: KB chimavtomatiki) který, stejně jako první a druhý stupeň, spaluje kapalný kyslík a petrolej. Motor RD-0124A je blízký příbuzný motoru RD-0124, který v současné době pohání druhý stupeň Sojuzu 2.1b a Sojuzu 2.1v. V případě Angary A5 má stupeň URM-2 šířku 3,6 metru. Do budoucna je plánováno nahrazení RD-0124A lehčím a jednodušším jednokomorovým motorem RD-0125A.

#### RD-0124A
Čtyřkomorový motor RD-0124A modulu URM-2, je odvozen od čtyřkomorového motoru RD-0124, původně vyvinutého pro nosič Sojuz 2. 

### Horní stupně
Pro vynášení nákladů na nízkou oběžnou dráhu nebudou nosiče Angara používat horní stupně.

#### Briz-M
Pro vyšší oběžné dráhy, jako je například dráha přechodová ke geostacionární a také dráha geostacionární, bude Angara A3 a Angara A5 používat horní stupeň Briz-M (který je v současnosti používán například v nosiči Proton-M), poháněným jedním motorem S5.98M spalujícím N2O4 a UDMH. 

#### Block DM-03
Druhou alternativou je využití částečně kryogenního horního stupně Block DM-03 který spaluje kerosin a kapalný kyslík. 

#### KVTK
Další možností je využití zcela kryogenního horního stupně, označeného KVTK. Tento stupeň bude spalovat kapalný vodík a kapalný kyslík, a pohánět ho bude motor RD-0146D, což umožní nosiči Angara A5 zvýšit nosnost na GTO o dvě tuny nákladu.

## Varianty

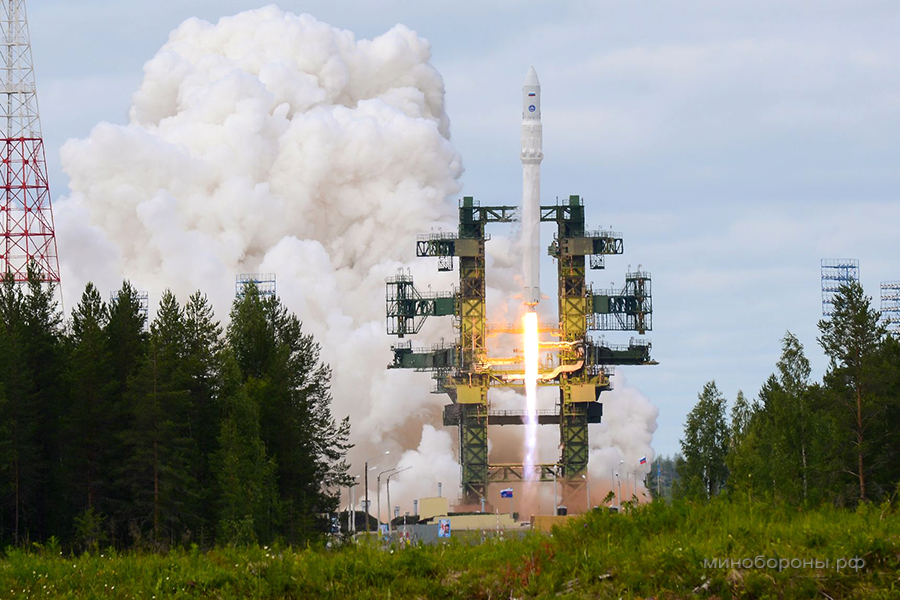
První testovací start nosné rakety Angara-1.2PP z kosmodromu Pleseck (2014)

### Angara 1.2
Nejlehčí Angara je Angara 1.2, která obsahuje pouze jeden modul URM-1 jako první stupeň a modifikovaný stupeň Block I jako druhý stupeň. Má startovací hmotnost 171 tun a může vynést 3,8 tun nákladu na kruhovou oběžnou dráhu 200 km x 60° (LEO). Tato verze poprvé letěla 29. dubna 2022 s družicí Kosmos-2555 (MKA EMKA No.3).

#### Angara 1.2PP
Modifikovaná Angara 1.2 (index 14А125-01), pojmenovaná Angara 1.2PP - Angara-1.2 pervyy polyot, uskutečnila svůj úvodní suborbitální let 9. července 2014. Tento let trval 22 minut a jako zátěž byl nesen hmotový simulátor (zátěž) vážící 1430 kg. Angara 1.2PP vážící 171 tun a zahrnující modul URM-1 jako první stupeň a částečně natankovaný modul URM-2 o šířce 3,6 metru umožnila otestování hlavních částí (složitější) Angary A5 v letu před jejím prvním orbitálním startem, který proběhl ke konci roku 2014.

### Angara 3
Střední konfigurace Angary svými parametry představuje náhradu za nosič Zenit. Na rozdíl od nejlehčí verze Angary je složena ze tří modulů URM-1, z centrálního a dvou postranních. K centrálnímu modulu je připevněn třetí stupeň, URM-2. Nosnost Angary A3 z kosmodromu Pleseck na nízkou oběžnou dráhu kolem Země (LEO) je přibližně 14,6 tuny nákladu, na dráhu přechodovou ke geostacionární (GTO) to za pomoci horního stupně Briz-M to je až 2,4 tuny nákladu. Angara v této konfiguraci zatím neletěla (leden 2016).

### Angara 5

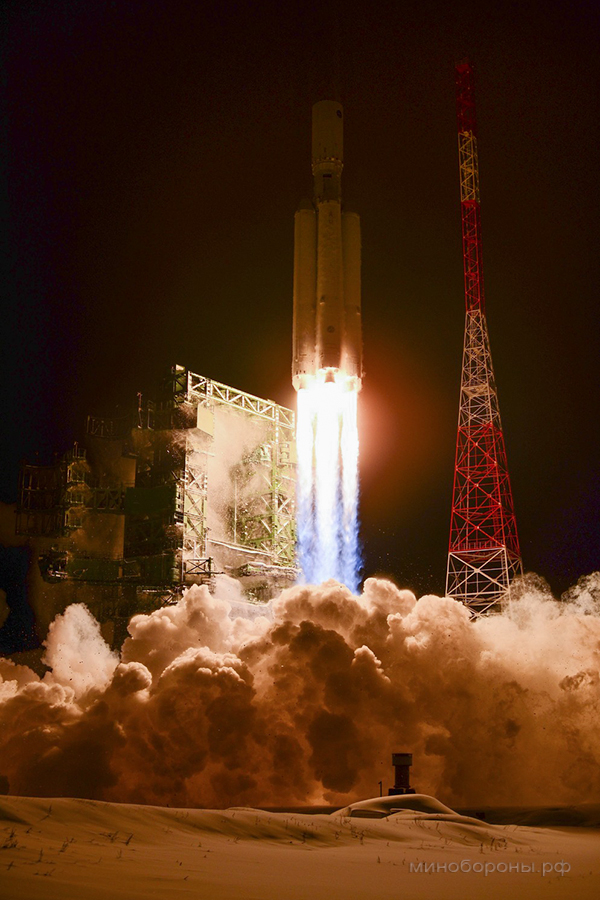
První start těžkého nosiče Angara 5 z kosmodromu Pleseck (2014)

Těžká konfigurace nosiče Angara představuje v první řadě náhradu za nosič Proton. Jak název napovídá, skládá se z celkem pěti modulů URM-1. Používá jeden centrální modul URM-1 jako druhý stupeň. Další čtyři moduly prvního stupně URM-1 jsou připevněny okolo centrálního URM-1. 

### Angara 7
Existují návrhy na supertěžkou Angaru A7, která by vážila 1 133 tun a byla schopna vynést 35 tun na 200 km x 60° na nízkou oběžnou dráhu (LEO), nebo ve druhé fázi 12,5 tuny na GTO s využitím zvětšeného modulu KVTK (KVTK-A7), na místo URM-2. Nejsou žádné aktuální plány na vývoj Angary této verze, protože by vyžadovala větší centrální modul, kvůli potřebě nést více pohonných hmot a nutnosti čekat na dokončení vývoje kyslíko-vodíkových motorů pro KVTK. Angara 7 také bude vyžadovat jinou vypouštěcí rampu (než pro konfiguraci Angara 5). Avšak podle šéf-editora Russia's Space News, Igora Marinina, práce na Angaře A7 v současné době probíhají v Chruničevově státním výzkumně-výrobním vesmírném centru.

### Angara 1.1
Angara s Brizem-M jako druhým stupněm. Zrušena.

### Bajkal
Návrh znovupoužitelného pomocného modulu URM-1 s proudovým motorem a křídly, které by mu po startu umožnila přistát na letišti.

### Angara 100
Návrh těžké rakety, z roku 2005, s nosností přes sto tun. Používala by čtyři pomocné motory RD-170, centrální stupeň s RD-180 a horní s RD-0120.

## Přehled nosností na různé orbitální dráhy
| -                         | Angara 1.2     | Angara A3       | Angara A5       | Angara A5V |
| ------------------------- | -------------- | --------------- | --------------- | ---------- |
| Vzletová hmotnost         | 171 tun        | 481 tun         | 759 – 773 tun   | ~790 tun   |
| LEO*1                     | 3,5 – 3,8 tuny | 14,6 – 15,1 tun | 24,5 – 25,8 tun | 35 tun     |
| MEO*2                     | 1,3 tuny       | -               | -               | -          |
| GTO*3 z Plesecka (Briz-M) | -              | 2,4 tuny        | 5,4 tuny        | -          |
| GTO z Vostočného (Briz-M) | -              | -               | -               | -          |
| GTO z Plesecka (KVTK)     | -              | 3,6 tuny        | 7,5 tuny        | -          |
| GTO z Vostočného (KVTK)   | -              | -               | 8,5 tun         | -          |
| GEO*4 z Plesecka (Briz-M) | -              | 1,0 tuna        | 2,8 tuny        | -          |
| GEO z Vostočného (Briz-M) | -              | -               | -               | -          |
| GEO z Plesecka (KVTK)     | -              | 1,6 tuny        | 4,5 tuny        | -          |
| GEO z Vostočného (KVTK)   | -              | -               | 5,0 tun         | -          |
| Úniková dráha*5           | -              | -               | -               | ~15 tun    |
| Selenocentrická dráha*6   | -              | -               | -               | ~10 tun    |

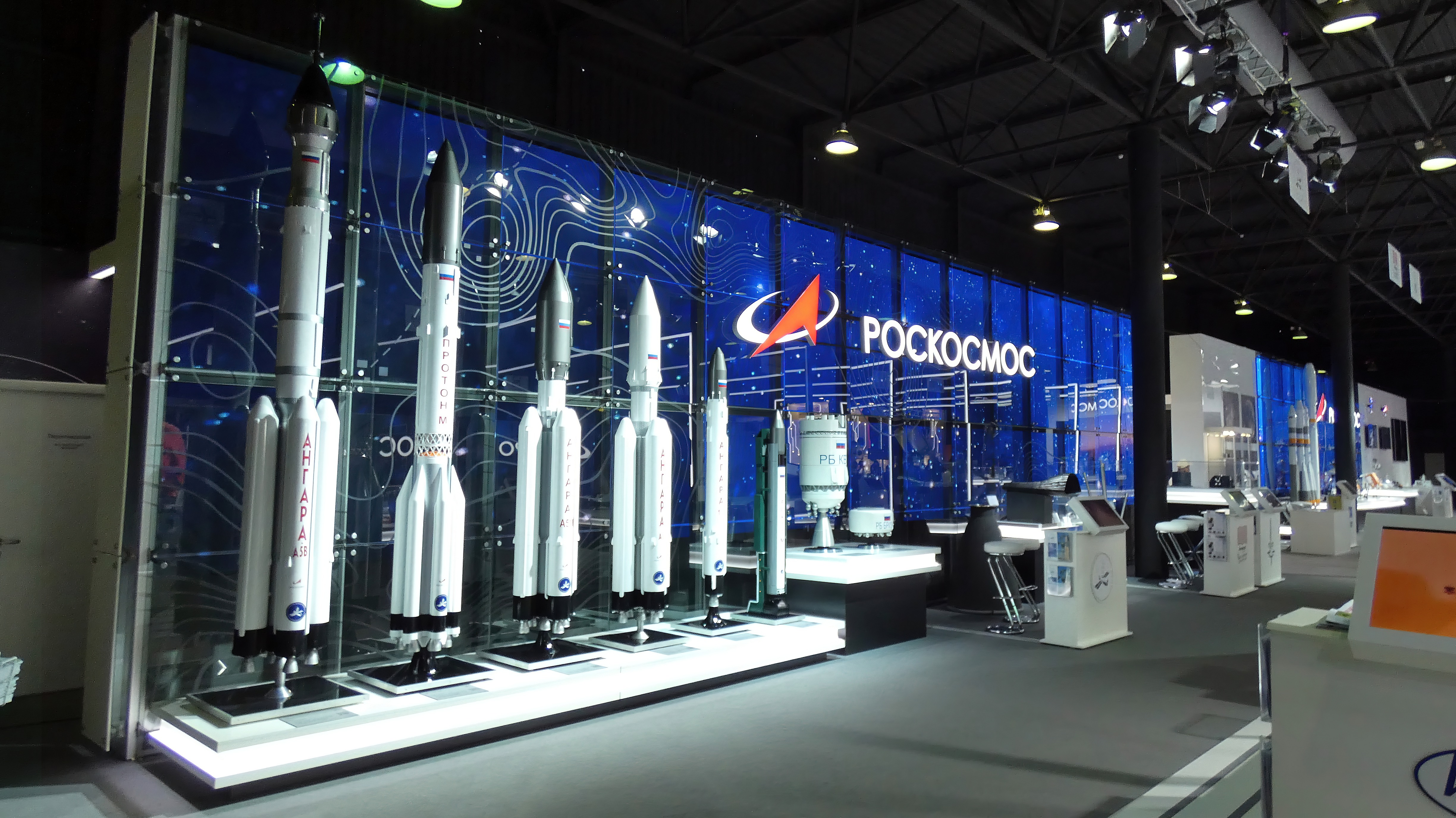
Zleva: Angara A5V, Proton M, Angara A5, Angara A3 a Angara A1.2

*1Kruhová dráha, výška dráhy 200 km nad Zemí, sklon dráhy 63,1 stupně k rovníku
*2Kruhová dráha, výška dráhy 1500 km nad Zemí
*3Eliptická dráha, nejnižší bod dráhy ve výšce 500 km, sklon dráhy 25 stupňů
*4Kruhová dráha ve výšce přibližně 35 800 km, nad rovníkem (sklon dráhy 0 stupňů)
*5Úniková dráha (druhá kosmická rychlost)
*6Oběžná dráha kolem Měsíce

## Testování a výroba
Produkce modulů URM a horního stupně Briz-M bude umístěno v dceřiném podniku Chruničevova střediska, ve firmě Proizvodstvennoje objediněnije „Poljot“ v Omsku. V roce 2009, Poljot investoval přes 771,4 miliónů ruských rublů (okolo 25 miliónů USD) do výrobní linky nosičů Angara. Vývoj a testování motoru RD-191 byl podnikem NPO Energomaš dokončen, takže jejich hromadná výroba bude moci být zadána podniku Proton-PM v Permu.

## Kosmodromy
Angara je v současné době primárně vypouštěna z kosmodromu Pleseck na severu evropské části Ruska. Později bude využíván také kosmodrom Vostočnyj, který je umístěn na jihovýchodě Ruska. Kosmodrom Vostočnyj umožňuje vypouštět nosiče s vyšším užitečným zatížením než z Plesecka a také umožní pilotované lety.

## Seznam letů
- Podrobnější informace naleznete v Seznamu ruských kosmických startů

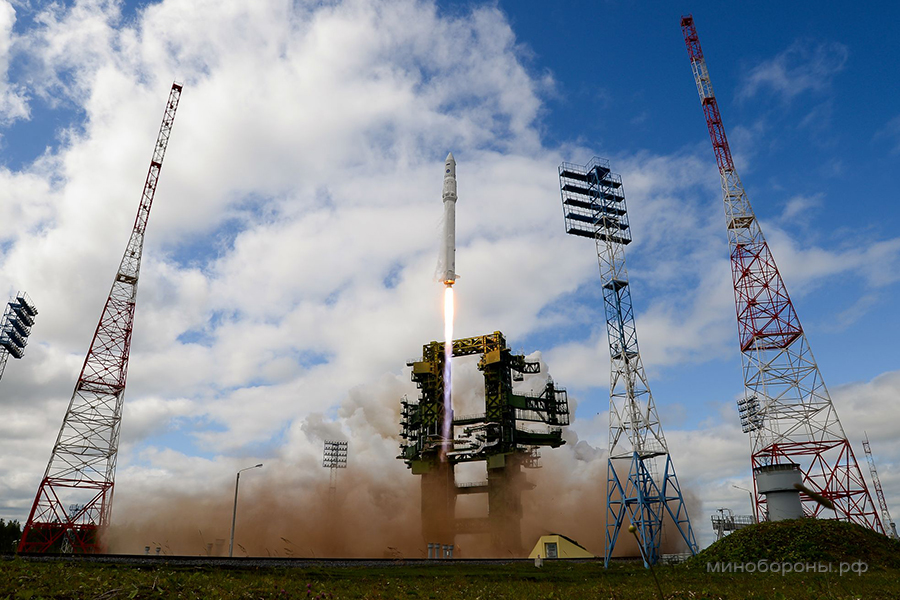
Start nosiče Angara 1.2PP z kosmodromu Pleseck (2014)

| datum             | konfigurace        | dráha            | náklad                | kosmodrom | úspěšnost        | poznámka                                                           |
| ----------------- | ------------------ | ---------------- | --------------------- | --------- | ---------------- | ------------------------------------------------------------------ |
| 9. červenec 2014  | Angara 1.2PP       | suborbitální let | 1 430 kg zátěž        | Pleseck   | úspěch           | První testovací let.                                               |
| 23. prosince 2014 | Angara A5 / Briz-M | LEO              | 2 000 kg zátěž        | Pleseck   | úspěch           | První testovací let A5.                                            |
| 14. prosince 2020 | Angara A5 / Briz-M | GTO              | 2 400 kg zátěž        | Pleseck   | úspěch           | Druhý testovací let A5.                                            |
| 27. prosinec 2021 | Angara 5 / Persej  | GTO              | 5 400 kg zátěž        | Pleseck   | částečné selhání | Horní stupeň neprovedl druhý zážeh a zůstal na nízké oběžné dráze. |
| 29. duben 2022    | Angara 1.2         | LEO              | MKA-R (Kosmos-2555)   | Pleseck   | úspěch           | První let verze 1.2                                                |
| březen 2022       | Angara 5 / Persej  | GTO              | Ekspress AMU          | Pleseck   | plán             |                                                                    |
| červenec 2022     | Angara 1.2         | LEO              | KOMPSAT-6             | Pleseck   | plán             |                                                                    |
| 2022              | Angara 1.2         | LEO              | Gonets-M 26, 27, 28   | Pleseck   | plán             |                                                                    |
| srpen 2023        | Angara 5           | LEO              | Orjol 1               | Vostočnyj | plán             | První start z Vostočnyj, testovací let nové kosmické lodi.         |
| 2024              | Angara A5P         | LEO              | Orjol 2               | Vostočnyj | plán             | První testovací let nové kosmické lodi na ISS.                     |
| 19. červen 2025   | Angara 5           | GTO              | Kosmos 2589 (14F166A) | Pleseck   | úspěch           | První let na vysokou dráhu s družicí                               |